# Museumsverband Hessen
Der Museumsverband Hessen e. V. (kurz: MVH) ist der landesweite Fachverband für die staatlichen, kommunalen und privatrechtlichen Museen in Hessen. Der Verband unterstützt die nichtstaatlichen Museen in Hessen durch Fachberatung, Weiterbildungsveranstaltungen, finanzielle Förderung und Maßnahmen der Öffentlichkeitsarbeit. Als Dachverband ist er zudem der fachliche Ansprechpartner der Landesregierung in allen das hessische Museumswesen betreffenden Fragen. Er vertritt die hessischen Museen auf nationaler Ebene, insbesondere im Deutschen Museumsbund.
Der Verband ist ein eingetragener Verein und hat seine Geschäftsstelle in Kassel. Institutionell wird er gefördert durch das Hessische Ministerium für Wissenschaft und Kunst.

## Geschichte
Die Gründung des Museumsverbandes für Kurhessen und Waldeck erfolgte am 21. April 1928 auf der konstituierenden Mitgliederversammlung in Kassel. Sie geschah auf Anregung des preußischen Kultusministers Otto Boelitz von 1922, der empfahl, sämtliche Museen der einzelnen Provinzen zu einer Zusammenarbeit zu bewegen.
Im Jahr 1933 gehörten dem Verband bereits 11 Landkreise, 15 Stadtgemeinden, 13 sonstige Mitglieder, darunter mehrere Museums- und Geschichtsvereine, und 22 angeschlossene Heimatmuseen an.
Während der Zeit des Nationalsozialismus nahm der Verband in Folge der Gleichschaltung eine opportunistische Haltung ein. Erkennbar wird ein zunehmender Einfluss der NS-Ideologie auf die Tätigkeit des Verbandes. Ab 1940 stagnierte die Verbandsarbeit und kam aufgrund des Krieges und der Mangelwirtschaft in den Folgejahren vollends zum Stillstand. 1947 wurde die Wiederaufnahme der Verbandsarbeit genehmigt.
1955 erfolgte eine Umbenennung in Museumsverband für Kurhessen, Waldeck und Oberhessen, da nun auch oberhessische Mitglieder präsent waren. Eine Erweiterung des regionalen Gebietes erfolgte 1964 mit dem Anschluss der Museen aus dem Raum Starkenburg und 1967 mit den Museen aus dem bis dahin noch selbständig agierenden Nassauischen Museumsverband. Am 31. Oktober 1968 beschloss die Mitgliederversammlung: „Der Verband arbeitet im Lande Hessen“.
Die Mitgliedschaft im Museumsverband Hessen steht heute nicht nur Museen, Landkreisen, Städten und Gemeinden offen. Mit einer privaten Mitgliedschaft können auch interessierte Einzelpersonen das Museumswesen in Hessen fördern. Aktuell [Stand: 09/2022] hat der Verband 528 institutionelle Mitglieder, darunter 142 Landkreise, Städte und Gemeinden, und 97 persönliche Mitglieder.

## Betreuung der nichtstaatlichen Museen durch die Museumsberatung
Die Museumsberatung oblag bis in die 1970er Jahre den Kuratoren der Landesmuseen. Sie waren im Rahmen ihrer Diensttätigkeit für die Betreuung der nichtstaatlichen Museen in Hessen tätig und sorgten für einen regelmäßigen Austausch zwischen haupt- und ehrenamtlichen Museumsmitarbeitern. 1971 wurde bei den Staatlichen Kunstsammlungen Kassel die erste hauptamtliche Stelle eines Museumspflegers eingerichtet. 1973 folgte die zweite Stelle am Hessischen Landesmuseum Darmstadt. Aufgrund der zahlreichen Museumsneugründungen in den 1980er Jahren und den damit einhergehenden Professionalisierungsbestrebungen, reichte diese Kapazität nicht mehr aus. Nach Aufstockung der finanziellen Förderung durch das Land Hessen konnte der Museumsverband Hessen zwei weitere Stellen für die Museumsberatung in Nord- und Südhessen schaffen.
Die Museumsberaterinnen unterstützen Ratsuchende in allen Bereichen der täglichen Museumsarbeit, beispielsweise bei
- dem Aufbau, der Dokumentation und Pflege der Sammlungen
- der Konzepterstellung für Dauer- und Sonderausstellungen
- der Einrichtung und Gestaltung von Ausstellungen und Museen
- bei Maßnahmen der Bestandsbewahrung im Bereich der (präventiven) Konservierung und Restaurierung
- der Entwicklung von Konzepten für die Bildungs- und Vermittlungsarbeit
- der Verbesserung der Besucherorientierung
- der Finanzierungsplanung
- der Vermittlung von Fachkräften
- und dem Angebot von Förderprogrammen zu Kernaufgaben der Museumsarbeit.

Die Museumsberatung sieht sich in ihrer täglichen Arbeit den „Standards für Museen“ verpflichtet.

## Regelmäßige Veranstaltungen
Der Verband organisiert und veranstaltet jährlich Museumsseminare, die der Aus- und Fortbildung sowie der Kommunikation zwischen Kolleginnen und Kollegen unterschiedlichster Häuser dienen. Eine Fachkonferenz richtet sich mit wechselndem thematischem Schwerpunkt an das Fachpublikum innerhalb und außerhalb Hessens. Die landesweite Koordination des Internationalen Museumstages obliegt dem Hessischen Museumsverband.
Der Verbandstag findet jährlich an wechselnden Orten in Hessen statt. Nach der Mitgliederversammlung stehen aktuelle Fachthemen im Mittelpunkt. Am Verbandstag nehmen neben den Verbandsmitgliedern auch Repräsentanten der im Hessischen Landtag vertretenen politischen Parteien, der Landesregierung und der kommunalen Spitzenverbände teil.

## Sonstiges
Zur Information dienen die zweimal im Jahr erscheinenden „Mitteilungen“, das Journal des Verbandes (seit 1986), sowie die in unregelmäßigen Abständen in den Museumsverbandstexten veröffentlichten Vorträge der Fachkonferenzen. Das überregionale Internet-Portal „Museen in Hessen“ verzeichnet über 350 hessische Museen und museale Einrichtungen sowie deren Sonderausstellungen und digitalen Angebote.